# Anton Melbye
Pour les articles homonymes, voir Melbye.
Daniel Hermann Anton Melbye, né le 13 février 1818 à Copenhague, mort le 10 janvier 1875 au Pecq, est un artiste peintre (peintre de marines) et photographe danois. Membre de l'Académie royale des beaux-arts du Danemark, il compte Camille Corot et Camille Pissarro pour amis.

## Biographie

### Famille
Il est né de Jacob Buntsen Melbye et d'Anna Maria (Clara) Christine Lochte. Il a deux frères tous deux peintres de marines, Vilhelm Melbye (1824-1882) et Fritz Melbye (1826-1896). En France, Il épouse mademoiselle Alice Dupré.
Entre 1859 et 1861, il accueille dans son atelier, le jeune Camille Pissarro, ami de son frère Fritz. Lors des expositions aux Salons de 1864 et 1865, Pissarro se présente comme l'« élève d'Anton Melbye et de Corot »
Il meurt en son domicile le 10 janvier 1875 au Pecq, quai des Champs.

### Formation
Il fait carrière dans la construction navale et comme marin mais sa vue est déficiente. Par la suite, il essaye la musique comme guitariste puis opte pour la peinture. En 1838, il entre à l'Académie royale des beaux-arts du Danemark et prend des cours particuliers auprès de Christoffer Wilhelm Eckersberg, à qui, à ses débuts, il emprunte son style. Eckersberg lui conservera son amitié. En 1840, il rencontre en Allemagne le peintre et historien d'art Carl Friedrich von Rumohr.

### Le peintre

#### Son style
Son style se démarque peu à peu de celui d'Eckersberg. Il aime à peindre les éléments déchainés, la mer démontée et les effets de lumière sur le mode réaliste et romantique.

#### Son travail
Il bougea énormément, Allemagne, Baltique, Islande, Écosse, etc., etc.
En 1843, il est primé pour la première fois pour son Navire par vent contraire. Toujours en 1843, il va au Maroc à bord du vapeur danois Hekla aux frais de Christian VIII de Danemark.
De l'été 1847 à 1858, il se fixe à Paris, sans toutefois interrompre ses déplacements. Peu après sa venue à Paris, il se lie d'amitié avec Camille Corot et a le temps de rencontrer Louis-Philippe Ier avant sa chute.
En 1853, il est attaché d'ambassade à Constantinople et peint pour Abdülmecid Ier. En 1854, Napoléon III le fait Chevalier de l'Ordre de la Légion d'honneur.
Pendant l'Exposition universelle de 1855, le roi Frederick VII de Danemark lui commande Combat naval de la baie de Kogebugt en 1677. Fin 1855, il conseille Camille Pissarro, arrivé des Antilles.
En 1856, Le combat naval de Bothwell sur les côtes de l'Écosse est acheté par Charles de Morny.
L'année 1862, le trouve à Londres, Bruxelles, Hambourg, Berlin et il devient professeur de peinture.
Lors de l'Exposition universelle de 1867, il expose encore deux marines. Au long d'une vie si mouvante Anton Melbye trouva encore le temps de se fixer un long moment à Copenhague et Hambourg et de revenir mourir à Paris en 1875, à l’âge de 56 ans.

### Le photographe
Louis Daguerre en personne lui enseigna la photographie, et Melbye réalisa des daguerréotypes.

## Quelques expositions
- Charlottenbourg, Copenhague (1840).
- Salon de Paris 1848.
- Exposition universelle de 1855.
- Londres (1862).
- Académie des arts de Berlin (1862)
- Bruxelles (1862).
- Exposition universelle de 1867.

## Quelques œuvres

### Peinture
- Le Phare d'Eddystone (1846).
- Navire voguant au large de Gibraltar (1851).
- Combat naval de Bothwell sur les côtes de l'Écosse  (1855).
- Le Bellérophon transportant le corps de Napoléon ier d'Elbe à Paris (1864).
- Le combat naval de la baie de Kogebugt en 1677 (1864).
- La frégate Jylland (1866), ARoS Aarhus Kunstmuseum.

### Photographie
- Le Pont Neuf (1848), daguerréotype.

## Représentation
Un  cliché en noir et blanc de lui daté de 1866 par le photographe danois Budtz Müller (1837-1884).

## Récompenses
- En 1843 Il est primé pour la 1re fois pour son Navire par vent contraire.
- En 1846, il reçoit La Médaille de Thorvaldsen plus grande distinction décernée par l'Académie royale des beaux-art du Danemark pour Le Phare d'Eddystone.

## Décorations
- Chevalier de l'Ordre de la Légion d'honneur (août 1854).
- Ordre du Dannebrog (1858).